# Huthridurga, Kunigal
Huthridurga là một làng thuộc tehsil Kunigal, huyện Tumkur, bang Karnataka, Ấn Độ.